# Напакиак (Аляска)
Напакиак (англ. Napakiak, центр. юпик Naparyarraq) — город в зоне переписи населения Бетел, штат Аляска, США. Население по данным переписи 2010 года составляет 354 человека.

## География
Напакиак расположен на северном берегу реки Кускокуим, примерно в 16 км ниже по течению от города Бетел. Площадь города составляет 13,0 км², из них 11,4 км² — суша и 1,6 км² — открытые водные пространства.

## История
Город был инкорпорирован 19 октября 1970 года.

## Население
По данным переписи 2000 года, население города составляло 353 человека. Расовый состав: коренные американцы — 96,03 %; белые — 1,42 %; афроамериканцы — 1,70 % и представители двух и более рас — 0,85 %. Большая часть населения — юпики центральной Аляски.
Из 90 домашних хозяйств в 48,9 % — воспитывали детей в возрасте до 18 лет, 53,3 % представляли собой совместно проживающие супружеские пары, в 18,9 % семей женщины проживали без мужей, 21,1 % не имели семьи. 16,7 % от общего числа домохозяйств на момент переписи жили самостоятельно, при этом 4,4 % составили одинокие пожилые люди в возрасте 65 лет и старше. В среднем домашнее хозяйство ведут 3,92 человек, а средний размер семьи — 4,52 человек.
Доля лиц в возрасте младше 18 лет — 38,8 %; лиц в возрасте от 18 до 24 лет — 9,1 %; от 25 до 44 лет — 27,8 %; от 45 до 64 лет — 17,0 % и лиц старше 65 лет — 7,4 %. Средний возраст населения — 26 лет. На каждые 100 женщин приходится 130,7 мужчин; на каждые 100 женщин в возрасте старше 18 лет — 109,7 мужчин.
Средний доход на совместное хозяйство — $28 750; средний доход на семью — $29 167. Средний доход на душу населения — $7319. Около 16,2 % семей и 20,2 % населения живут за чертой бедности, включая 20,7 % лиц в возрасте младше 18 лет и 9,1 % лиц старше 65 лет.
Динамика численности населения города по годам:
| 1940 | 1950 | 1960 | 1980 | 1990 | 2000 | 2010 |
| ---- | ---- | ---- | ---- | ---- | ---- | ---- |
| 113  | 139  | 190  | 262  | 318  | 353  | 354  |